# Transat Jacques-Vabre 2023
Navigation
2021 2025
La Transat Jacques-Vabre 2023 est la seizième édition de la Transat Jacques-Vabre, course à la voile en double, qui célèbre sa trentième année d'existence. Trois des quatre départs sont donnés le dimanche 29 octobre 2023, de 13 h 5 à 13 h 41. Le départ des Imoca est différé de quelques jours en raison de la tempête Ciarán. L'épreuve relie Le Havre à la baie de Fort-de-France (Martinique).
Quatre types de voiliers sont engagés, ce qui donne lieu à quatre classements : les Ultime (multicoques de 32 × 23 mètres), les Ocean Fifty (multicoques de 50 pieds), les Imoca (monocoques de 60 pieds) et les Class40 (monocoques de 40 pieds).

## Type de bateau
Quatre classes de bateaux sont donc admises à participer :
- des voiliers monocoques d'une longueur maximale de 60 pieds (18,288 mètres). Ces bateaux doivent répondre aux règles de la classe Imoca ;
- des voiliers monocoques dont la longueur est de 40 pieds, soit 12,19 m. Ces bateaux doivent répondre aux règles de la classe Class40 ;
- des voiliers multicoques de 32 × 23 mètres répondant aux règles de la classe Ultime ;
- des voiliers multicoques dont la longueur est de 50 pieds soit 15,24 m. Ces bateaux doivent répondre aux règles de la classe Ocean Fifty.

## Parcours

### Initial

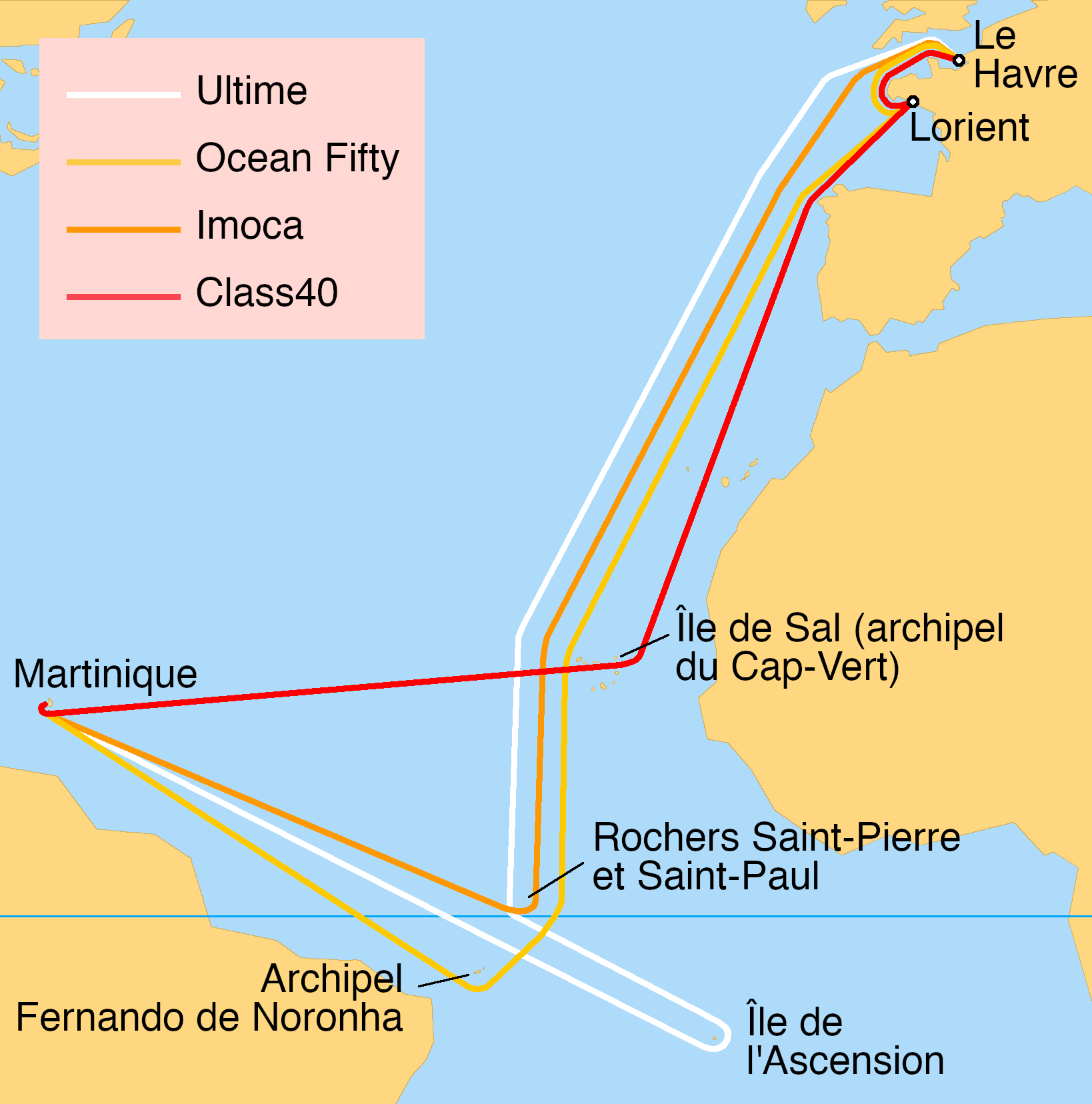
Les quatre parcours initiaux.

Les concurrents sont tenus de respecter les différents dispositifs de séparation du trafic (DST) rencontrés : île d'Ouessant, cap Finisterre, cap Saint-Vincent et îles Canaries. Ils doivent également respecter deux zones d'exclusion côtières : le long des côtes de Mauritanie et le long des côtes nord de l'Amérique du Sud. La distance du parcours théorique diffère selon la catégorie des voiliers :
- pour les Class40, Le Havre-baie de Fort-de-France, en laissant à tribord l'île de Sal, pour un total d'environ 4 600 milles[4];
- pour les IMOCA, Le Havre-baie de Fort-de-France, en laissant à tribord les rochers Saint-Pierre et Saint-Paul[5], pour un total d'environ 5 400 milles[4];
- Pour les Ocean Fifty, Le Havre-baie de Fort-de-France, en laissant à tribord l'archipel de Fernando de Noronha, pour un total d'environ 5 800 milles[4];
- pour les Ultime, Le Havre-baie de Fort-de-France, en laissant à bâbord les rochers Saint-Pierre et Saint-Paul, puis en laissant à tribord une marque de parcours placée au nord de l'île de l'Ascension[3],[6], pour un total d'environ 7 500 milles[4].

Départ

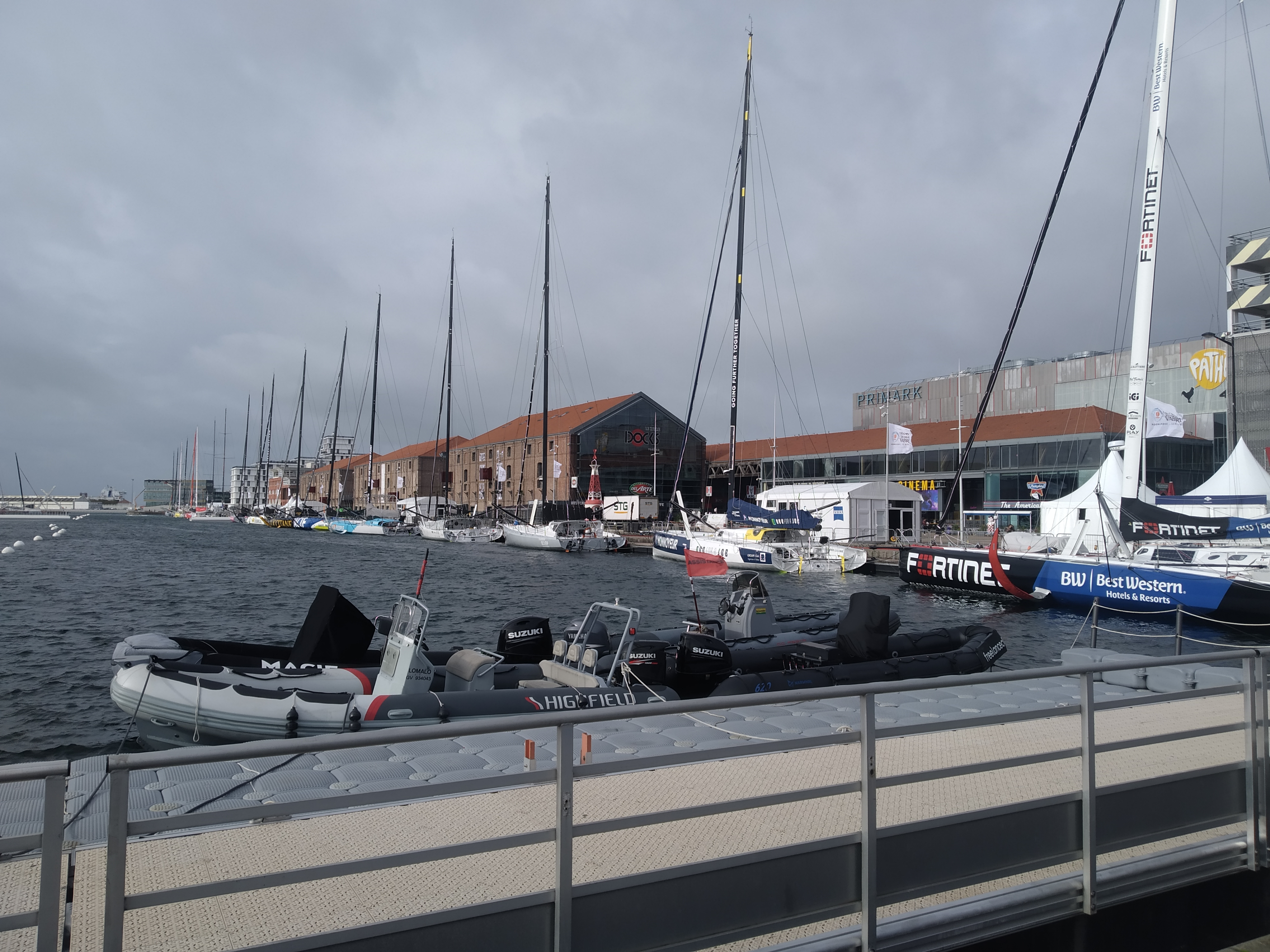
Les IMOCA, dans l'attente de leur départ du Havre

Les quatre départs du Havre sont d'abord prévus le 29 octobre 2023. Contrairement aux précédentes éditions, chaque classe possède son créneau de départ :
| Heure prévue | Classe      |
| ------------ | ----------- |
| 13 h 5       | Ultime      |
| 13 h 17      | Ocean Fifty |
| 13 h 29      | IMOCA       |
| 13 h 41      | Class40     |

### Modifications

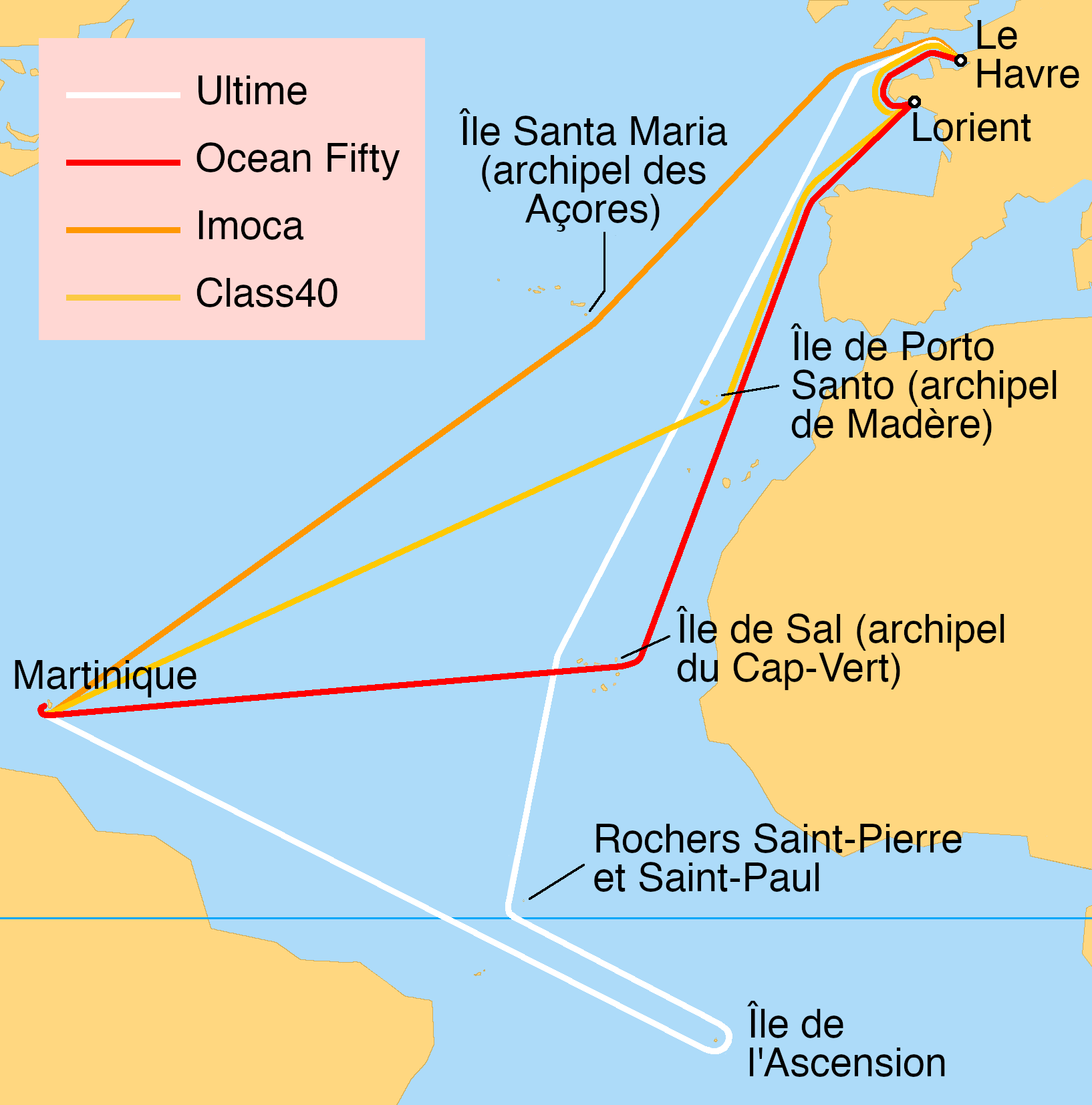
Les quatre parcours modifiés.

En raison des conditions météorologiques, plusieurs modifications sont prises par la direction de course.
Le parcours côtier est modifié, en raison des conditions de vent et d'un fort coefficient de marée. La traditionnelle bouée d'Étretat est supprimée. Il est prévu que les bateaux fassent voile d'abord vers la côte sur quelque 3,5 milles. Devant le phare de la Hève, ils enrouleront une bouée en la laissant à tribord, puis franchiront une porte située 4,5 milles plus à l'ouest, avant de prendre le large.
L'annonce de mauvaises conditions météo prévues quelques jours plus tard dans le golfe de Gascogne et au large du cap Finisterre bouleverse les départs. Si les Ultime, Ocean Fifty et Class40 partent à l'heure prévue, celui des IMOCA est reporté de quelques jours. Les Ultime n'effectuent pas le parcours côtier. Le reste de leur course est inchangé, car leur vitesse leur permet de passer avant la dépression. Les Ocean Fifty n'effectuent pas non plus le parcours côtier, mais ils devront s'arrêter quelques jours à Lorient. Les Class40 effectuent le parcours côtier. Ils devront eux aussi patienter quelques jours à Lorient. Pour ces deux dernières catégories, le classement s'effectuera par addition des temps des deux étapes,.
Les Ocean Fifty et Class40 prennent le départ de la seconde manche, à Lorient, le lundi 6 novembre à 10 h 30 et 10 h 45 tandis que le grand départ des IMOCA a lieu finalement le lendemain, le mardi 7 novembre, à 9 h 30 du Havre,.
Les marques de passages évoluent également :
- pour les Class40, le parcours est réduit à 4 045 milles en laissant à tribord l’île de Porto Santo (Madère).
- Pour les Ocean Fifty, le parcours est réduit à 4 500 milles en laissant à tribord l'île de Sal.
- pour les IMOCA, le parcours est réduit à 3 760 milles en laissant à tribord l’île de Santa Maria dans l'archipel des Açores.

## Règlement
Un bateau peut faire escale dans un port pour réparer et recevoir assistance de son équipe, sachant que l'escale ne peut être d'une durée inférieure à quatre heures. Le routage depuis la terre n'est autorisé que pour les Ultime et les Ocean Fifty.

## Dotations, prix
Une dotation financière est versée aux vainqueurs selon les classes des bateaux.
| Classe      | 1re      | 2e       | 3e       | 4e       | 5e       | 6e       | 7e       | 8e       | 9e       | 10e      |
| ----------- | -------- | -------- | -------- | -------- | -------- | -------- | -------- | -------- | -------- | -------- |
| Class40     | 20 000 € | 15 000 € | 10 000 € | 8 000 €  | 4 000 €  | 2 500 €  | 2 500 €  | 2 500 €  | 2 500 €  | 2 500 €  |
| IMOCA       | 70 000 € | 40 000 € | 30 000 € | 20 000 € | 15 000 € | 10 000 € | 10 000 € | 10 000 € | 10 000 € | 10 000 € |
| Ocean Fifty | 40 000 € | 25 000 € | 15 000 € | 8 000 €  | 4 000 €  | -        | -        | -        | -        | -        |
| Ultim       | 40 000 € | 25 000 € | 15 000 € | -        | -        | -        | -        | -        | -        | -        |

## Participants
Pour la première fois, un total de 95 voiliers prendront le départ de cette édition de la Transat Jacques Vabre.

### Ultime
Les informations sur les arrivées des bateaux proviennent en général du site officiel de la course. Les vitesses sont données en nœuds et les distances en milles.
| Classe Ultime (5 inscrits) | Classe Ultime (5 inscrits) | Classe Ultime (5 inscrits) | Classe Ultime (5 inscrits) | Classe Ultime (5 inscrits) | Classe Ultime (5 inscrits) | Classe Ultime (5 inscrits) | Classe Ultime (5 inscrits) | Classe Ultime (5 inscrits) | Classe Ultime (5 inscrits) |
| Concurrents                | Concurrents                | Bateau                     | Bateau                     | Arrivée                    | Arrivée                    | Arrivée                    | Arrivée                    | Arrivée                    | Arrivée                    |
| Skipper 1                  | Skipper 2                  | Nom                        | Lancé                      | Class ement                | Date                       | Temps                      | Moyenne théorique          | Moyenne réelle             | Distance réelle            |
| -------------------------- | -------------------------- | -------------------------- | -------------------------- | -------------------------- | -------------------------- | -------------------------- | -------------------------- | -------------------------- | -------------------------- |
| Armel Le Cleac'h           | Sébastien Josse            | Maxi Banque Populaire XI   | 2021                       | 1er                        | 12 novembre                | 14 j 10 h 14 min 50 s      | 21,66                      | 26,75                      | 9 263                      |
| François Gabart            | Tom Laperche               | SVR Lazartigue             | 2021                       | 2e                         | 12 novembre                | 14 j 15 h 5 min 55 s       | 21,36                      | 26,22                      | 9 204                      |
| Charles Caudrelier         | Erwan Israel               | Maxi Edmond de Rothschild  | 2017                       | 3e                         | 14 novembre                | 16 j 9 h 5 min 43 s        | 19,08                      | 24,16                      | 9 498                      |
| Thomas Coville             | Thomas Rouxel              | Sodebo Ultim 3             | 2019                       | 4e                         | 15 novembre                | 16 j 15 h 22 min 59 s      | 18,78                      | 23,79                      | 9 501                      |
| Anthony Marchand           | Thierry Chabagny           | Actual Ultim 3             | 2015                       | 5e                         | 15 novembre                | 16 j 20 h 22 min 43 s      | 18,55                      | 22,78                      | 9 211                      |

### Ocean Fifty
Les informations sur les arrivées des bateaux proviennent en général du site officiel de la course. Les vitesses sont données en nœuds et les distances en milles.Le classement est l’addition des temps de la manche 1 et manche 2 après jury.
| Classe Ocean Fifty : multicoques 50 pieds (6 inscrits) | Classe Ocean Fifty : multicoques 50 pieds (6 inscrits) | Classe Ocean Fifty : multicoques 50 pieds (6 inscrits) | Classe Ocean Fifty : multicoques 50 pieds (6 inscrits) | Classe Ocean Fifty : multicoques 50 pieds (6 inscrits)          | Classe Ocean Fifty : multicoques 50 pieds (6 inscrits)          | Classe Ocean Fifty : multicoques 50 pieds (6 inscrits)          | Classe Ocean Fifty : multicoques 50 pieds (6 inscrits)          | Classe Ocean Fifty : multicoques 50 pieds (6 inscrits)          | Classe Ocean Fifty : multicoques 50 pieds (6 inscrits)          |
| Concurrents                                            | Concurrents                                            | Bateau                                                 | Bateau                                                 | Arrivée                                                         | Arrivée                                                         | Arrivée                                                         | Arrivée                                                         | Arrivée                                                         | Arrivée                                                         |
| Skipper 1                                              | Skipper 2                                              | Nom                                                    | Lancé                                                  | Class ement                                                     | Date                                                            | Temps                                                           | Moyenne théorique                                               | Moyenne réelle                                                  | Distance réelle                                                 |
| ------------------------------------------------------ | ------------------------------------------------------ | ------------------------------------------------------ | ------------------------------------------------------ | --------------------------------------------------------------- | --------------------------------------------------------------- | --------------------------------------------------------------- | --------------------------------------------------------------- | --------------------------------------------------------------- | --------------------------------------------------------------- |
| Thibaut Vauchel-Camus                                  | Quentin Vlamynck                                       | Solidaires en Peloton                                  | 2020                                                   | 1re                                                             | 17 novembre                                                     | 11 j 11 h 22 min 27 s                                           | 16,34                                                           | 19,73                                                           | 5 432                                                           |
| Fabrice Cahierc                                        | Aymeric Chappellier                                    | Réalités                                               | 2023                                                   | 2e                                                              | 17 novembre                                                     | 11 j 22 h 42 min 58 s                                           | 15,69                                                           | 19,51                                                           | 5 594                                                           |
| Pierre Quiroga                                         | Ronan Treussart                                        | Viabilis Océans                                        | 2017                                                   | 3e                                                              | 17 novembre                                                     | 12 j 1 h 53 min 1 s                                             | 15,52                                                           | 18,97                                                           | 5 500                                                           |
| Luke Berry                                             | Antoine Joubert                                        | Le Rire Médecin Lamotte                                | 2009                                                   | Abandon le 9 novembre (démâtage à 90 milles de La Corogne),     | Abandon le 9 novembre (démâtage à 90 milles de La Corogne),     | Abandon le 9 novembre (démâtage à 90 milles de La Corogne),     | Abandon le 9 novembre (démâtage à 90 milles de La Corogne),     | Abandon le 9 novembre (démâtage à 90 milles de La Corogne),     | Abandon le 9 novembre (démâtage à 90 milles de La Corogne),     |
| Erwan Le Roux                                          | Audrey Ogereau                                         | Koesio                                                 | 2020                                                   | Abandon le 9 novembre (carénages de bras de liaison endommagés) | Abandon le 9 novembre (carénages de bras de liaison endommagés) | Abandon le 9 novembre (carénages de bras de liaison endommagés) | Abandon le 9 novembre (carénages de bras de liaison endommagés) | Abandon le 9 novembre (carénages de bras de liaison endommagés) | Abandon le 9 novembre (carénages de bras de liaison endommagés) |
| Sébastien Rogues                                       | Jean Baptiste Gellée                                   | Primonial                                              | 2023                                                   | Abandon le 8 novembre (avarie du flotteur babord)               | Abandon le 8 novembre (avarie du flotteur babord)               | Abandon le 8 novembre (avarie du flotteur babord)               | Abandon le 8 novembre (avarie du flotteur babord)               | Abandon le 8 novembre (avarie du flotteur babord)               | Abandon le 8 novembre (avarie du flotteur babord)               |

### IMOCA
Les informations sur les arrivées des bateaux proviennent en général du site officiel de la course. Les vitesses sont données en nœuds et les distances en milles.
| Classe IMOCA : monocoques 60 pieds (40 inscrits) | Classe IMOCA : monocoques 60 pieds (40 inscrits) | Classe IMOCA : monocoques 60 pieds (40 inscrits) | Classe IMOCA : monocoques 60 pieds (40 inscrits) | Classe IMOCA : monocoques 60 pieds (40 inscrits)           | Classe IMOCA : monocoques 60 pieds (40 inscrits)           | Classe IMOCA : monocoques 60 pieds (40 inscrits)           | Classe IMOCA : monocoques 60 pieds (40 inscrits)           | Classe IMOCA : monocoques 60 pieds (40 inscrits)           | Classe IMOCA : monocoques 60 pieds (40 inscrits)           |
| Concurrents                                      | Concurrents                                      | Bateau                                           | Bateau                                           | Arrivée                                                    | Arrivée                                                    | Arrivée                                                    | Arrivée                                                    | Arrivée                                                    | Arrivée                                                    |
| Skipper 1                                        | Skipper 2                                        | Nom                                              | Lancé                                            | Class ement                                                | Date                                                       | Temps                                                      | Moyenne théorique                                          | Moyenne réelle                                             | Distance réelle                                            |
| ------------------------------------------------ | ------------------------------------------------ | ------------------------------------------------ | ------------------------------------------------ | ---------------------------------------------------------- | ---------------------------------------------------------- | ---------------------------------------------------------- | ---------------------------------------------------------- | ---------------------------------------------------------- | ---------------------------------------------------------- |
| Thomas Ruyant                                    | Morgan Lagravière                                | For People                                       | 2023                                             | 1re                                                        | 19 novembre                                                | 11 j 21 h 32 min 31 s                                      | 13,17                                                      | 19                                                         | 5 425                                                      |
| Yoann Richomme                                   | Yann Eliès                                       | Paprec Arkéa                                     | 2023                                             | 2e                                                         | 19 novembre                                                | 12 j 1 h 41 min 16 s                                       | 12,98                                                      | 18,81                                                      | 5 449                                                      |
| Sam Goodchild                                    | Antoine Koch                                     | For The Planet                                   | 2019                                             | 3e                                                         | 19 novembre                                                | 12 j 1 h 50 min 32 s                                       | 12,97                                                      | 18,40                                                      | 5 334                                                      |
| Jérémie Beyou                                    | Franck Cammas                                    | Charal                                           | 2022                                             | 4e                                                         | 19 novembre                                                | 12 j 8 h 26 min 34 s                                       | 12,68                                                      | 18,48                                                      | 5 477                                                      |
| Samantha Davies                                  | Jack Bouttell                                    | Initiatives-Cœur                                 | 2022                                             | 5e                                                         | 19 novembre                                                | 12 j 8 h 43 min 39 s                                       | 12,67                                                      | 18,20                                                      | 5 399                                                      |
| Justine Mettraux                                 | Julien Villion                                   | Teamwork.net                                     | 2018                                             | 6e                                                         | 19 novembre                                                | 12 j 8 h 59 min 58 s                                       | 12,66                                                      | 14,82                                                      | 4 401                                                      |
| Boris Herrmann                                   | William Harris                                   | Malizia Seaexplorer                              | 2022                                             | 7e                                                         | 19 novembre                                                | 12 j 9 h 1 min 3 s                                         | 12,66                                                      | 17,91                                                      | 5 319                                                      |
| Maxime Sorel                                     | Christopher Pratt                                | V and B-Monbana Mayenne                          | 2022                                             | 8e                                                         | 20 novembre                                                | 12 j 21 h 23 min 1 s                                       | 12,15                                                      | 17,42                                                      | 5 390                                                      |
| Clarisse Crémer                                  | Alan Roberts                                     | L'Occitane en Provence                           | 2019                                             | 9e                                                         | 20 novembre                                                | 13 j 0 h 50 min 0 s                                        | 12,02                                                      | 16,99                                                      | 5 315                                                      |
| Benjamin Dutreux                                 | Corentin Horeau                                  | Guyot Environnement Water Family                 | 2015                                             | 10e                                                        | 20 novembre                                                | 13 j 7 h 56 min 10 s                                       | 11,75                                                      | 16,04                                                      | 5 131                                                      |
| Giancarlo Pedote                                 | Gaston Morvan                                    | Prysmian Group                                   | 2015                                             | 11e                                                        | 20 novembre                                                | 13 j 11 h 47 min 27 s                                      | 11,61                                                      | 16.04                                                      | 5 193                                                      |
| Pip Hare                                         | Nick Bubb                                        | Medallia                                         | 2015                                             | 12e                                                        | 21 novembre                                                | 13 j 17 h 42 min 56 s                                      | 11,40                                                      | 13.65                                                      | 4 499                                                      |
| Benjamin Ferré                                   | Pierre Le Roy                                    | Monnoyeur Duo for a job                          | 2011                                             | 13e                                                        | 21 novembre                                                | 13 j 20 h 41 min 12 s                                      | 11,30                                                      | 12,90                                                      | 4 291                                                      |
| Louis Duc                                        | Rémi Aubrun                                      | Fives Group Lantana Environnement                | 2006                                             | 14e                                                        | 21 novembre                                                | 14 j 0 h 21 min 34 s                                       | 11,18                                                      | 12,49                                                      | 4 200                                                      |
| Damien Seguin                                    | Laurent Bourgues                                 | Groupe Apicil                                    | 2015                                             | 15e                                                        | 21 novembre                                                | 14 j 6 h 52 min 17 s                                       | 10,97                                                      | 13,68                                                      | 4 690                                                      |
| Louis Burton                                     | Davy Beaudart                                    | Bureau Vallée                                    | 2020                                             | 16e                                                        | 21 novembre                                                | 14 j 7 h 28 min 23 s                                       | 10,95                                                      | 14,24                                                      | 4 925                                                      |
| Romain Attanasio                                 | Loïs Berrehar                                    | Fortinet Best Western                            | 2015                                             | 17e                                                        | 21 novembre                                                | 14 j 7 h 30 min 15 s                                       | 10,95                                                      | 15,08                                                      | 5 180                                                      |
| Sébastien Simon                                  | Iker Martinez                                    | Groupe Dubreuil                                  | 2021                                             | 18e                                                        | 21 novembre                                                | 14 j 8 h 53 min 4 s                                        | 10,90                                                      | 13,48                                                      | 4 650                                                      |
| Alan Roura                                       | Simon Koster                                     | Hublot                                           | 2019                                             | 19e                                                        | 21 novembre                                                | 14 j 10 h 45 min 26 s                                      | 10,84                                                      | 14,40                                                      | 4 993                                                      |
| Guirec Soudée                                    | Roland Jourdain                                  | Freelance.com                                    | 2007                                             | 20e                                                        | 21 novembre                                                | 14 j 11 h 32 min 55 s                                      | 10,82                                                      | 12,28                                                      | 4 266                                                      |
| Violette Dorange                                 | Damien Guillou                                   | Devenir                                          | 2007                                             | 21e                                                        | 22 novembre                                                | 14 j 21 h 27 min 46 s                                      | 10,52                                                      | 13,87                                                      | 4 959                                                      |
| Kojiro Shiraishi                                 | Thierry Duprey du Vorsent                        | DMG Mori Gobal One                               | 2019                                             | 22e                                                        | 22 novembre                                                | 14 j 23 h 52 min 12 s                                      | 10,45                                                      | 15,10                                                      | 5 434                                                      |
| Arnaud Boissières                                | Gérald Véniard                                   | La Mie Câline                                    | 2010                                             | 23e                                                        | 22 novembre                                                | 15 j 3 h 20 min 45 s                                       | 10,35                                                      | 14,20                                                      | 5 160                                                      |
| Conrad Colman                                    | Fabio Muzzolini                                  | Mail Boxes Etc.                                  | 2007                                             | 24e                                                        | 22 novembre                                                | 15 j 6 h 12 min 5 s                                        | 10,27                                                      | 13,45                                                      | 4 924                                                      |
| Manuel Cousin                                    | Clément Giraud                                   | Coup de Pouce Giffard Manutention                | 2007                                             | 25e                                                        | 23 novembre                                                | 16 j 3 h 54 min 36 s                                       | 9,69                                                       | 12,79                                                      | 4 962                                                      |
| Szabolcs Weöres                                  | Irina Gracheva                                   | New Europe                                       | 2007                                             | 26e                                                        | 23 novembre                                                | 16 j 6 h 57 min 50 s                                       | 9,62                                                       | 11,42                                                      | 5 434                                                      |
| Sébastien Marsset                                | Sophie Faguet                                    | Foussier Mon Courtier Énergie                    | 2006                                             | 27e                                                        | 23 novembre                                                | 16 j 13 h 43 min 30 s                                      | 9,45                                                       |                                                            |                                                            |
| Fabrice Amedeo                                   | Andreas Baden                                    | Nexans Arts & Fenêtres                           | 2007                                             | 28e                                                        | 24 novembre                                                | 16 j 21 h 52 min 40 s                                      | 9,26                                                       |                                                            |                                                            |
| Isabelle Joschke                                 | Pierre Brasseur                                  | MACSF                                            | 2007                                             | 29e                                                        | 24 novembre                                                | 17 j 2 h 30 min 32 s                                       | 9,16                                                       | 11,22                                                      | 4 607                                                      |
| Antoine Cornic                                   | Jean-Charles Luro                                | Human Immobilier                                 | 2006                                             | 30e                                                        | 24 novembre                                                | 17 j 7 h 35 min 15 s                                       | 9,05                                                       |                                                            |                                                            |
| François Guiffant                                | Aymeric Belloir                                  | Partage                                          | 2004                                             | 31e                                                        | 24 novembre                                                | 17 j 10 h 2 min 50 s                                       | 8,99                                                       |                                                            |                                                            |
| Denis Van Weynbergh                              | Erwan Le Mené                                    | D'Ieteren Group                                  | 2014                                             | 32e                                                        | 24 novembre                                                | 17 j 10 h 39 min 56 s                                      | 8,98                                                       |                                                            |                                                            |
| Jingkun Xu                                       | Mike Golding                                     | Singchain Team Haikou                            | 2007                                             | 33e                                                        | 24 novembre                                                | 17 j 11 h 41 min 50 s                                      | 8.96                                                       | 10.43                                                      | 4 377                                                      |
| Tanguy Le Turquais                               | Félix De Navacelle                               | Lazare                                           | 2006                                             | 34e                                                        | 1er décembre                                               | 24 j 1 h 21 min 3 s                                        | 6,51                                                       | 7,64                                                       | 4 413                                                      |
| Oliver Heer                                      | Nils Palmieri                                    | Oliver Heer Ocean Racing                         | 2007                                             | Abandon le 11 novembre (dommages structurels sur gréement) | Abandon le 11 novembre (dommages structurels sur gréement) | Abandon le 11 novembre (dommages structurels sur gréement) | Abandon le 11 novembre (dommages structurels sur gréement) | Abandon le 11 novembre (dommages structurels sur gréement) | Abandon le 11 novembre (dommages structurels sur gréement) |
| Yannick Bestaven                                 | Julien Pulvé                                     | Maître Coq V                                     | 2022                                             | Abandon le 10 novembre (avarie structurelle)               | Abandon le 10 novembre (avarie structurelle)               | Abandon le 10 novembre (avarie structurelle)               | Abandon le 10 novembre (avarie structurelle)               | Abandon le 10 novembre (avarie structurelle)               | Abandon le 10 novembre (avarie structurelle)               |
| Paul Meilhat                                     | Mariana Lobato                                   | Biotherm                                         | 2022                                             | Abandon le 9 novembre (grand-voile déchirée)               | Abandon le 9 novembre (grand-voile déchirée)               | Abandon le 9 novembre (grand-voile déchirée)               | Abandon le 9 novembre (grand-voile déchirée)               | Abandon le 9 novembre (grand-voile déchirée)               | Abandon le 9 novembre (grand-voile déchirée)               |
| Scott Shawyer                                    | Nick Moloney                                     | Be Water Positive                                | 2011                                             | Abandon le 9 novembre (raisons médicales)                  | Abandon le 9 novembre (raisons médicales)                  | Abandon le 9 novembre (raisons médicales)                  | Abandon le 9 novembre (raisons médicales)                  | Abandon le 9 novembre (raisons médicales)                  | Abandon le 9 novembre (raisons médicales)                  |
| Éric Bellion                                     | Marc Le Pape                                     | Stand As One Altavia                             | 2023                                             | Abandon le 8 novembre (avarie structurelle)                | Abandon le 8 novembre (avarie structurelle)                | Abandon le 8 novembre (avarie structurelle)                | Abandon le 8 novembre (avarie structurelle)                | Abandon le 8 novembre (avarie structurelle)                | Abandon le 8 novembre (avarie structurelle)                |
| Charlie Dalin                                    | Pascal Bidégorry                                 | Macif santé prévoyance                           | 2023                                             | Abandon le 7 novembre (raisons médicales)                  | Abandon le 7 novembre (raisons médicales)                  | Abandon le 7 novembre (raisons médicales)                  | Abandon le 7 novembre (raisons médicales)                  | Abandon le 7 novembre (raisons médicales)                  | Abandon le 7 novembre (raisons médicales)                  |

Le 26 septembre, on apprend que le sponsor Corum L'Épargne met un terme à son activité voile, et que son Imoca est en vente. Nicolas Troussel et Benjamin Schwartz ne pourront donc participer à la course.
Gentoo ayant subi une avarie, James Harayda et Stéphane Le Diraison ne peuvent participer.
Le 27 octobre, le Team Macif annonce que Charlie Dalin connaît un « problème médical » qui va l'empêcher de courir la Transat Jacques-Vabre dans son intégralité. Il prendra bien le départ au côté de Pascal Bidégorry, mais les deux hommes abandonneront sitôt la ligne franchie, afin d'être considérés comme DNF (did not finish, « n'a pas terminé ») et non comme DNS (did not start, « n'est pas parti »). Ce départ est en effet indispensable à Dalin, car il ne pourra courir non plus la course en solitaire Retour à la Base, qui est qualificative pour le Vendée Globe 2024 : « en cas d'avarie majeure » rencontrée sur la Jacques-Vabre et empêchant de participer au Retour à la Base, les organisateurs du Vendée Globe peuvent considérer une participation à la Jacques-Vabre comme qualificative.

### Class40
Les informations sur les arrivées des bateaux proviennent en général du site officiel de la course. Les vitesses sont données en nœuds et les distances en milles. Le classement est l’addition des temps de la manche 1 et manche 2 après jury.
| Class40 : monocoques 40 pieds (44 inscrits) | Class40 : monocoques 40 pieds (44 inscrits) | Class40 : monocoques 40 pieds (44 inscrits) | Class40 : monocoques 40 pieds (44 inscrits) | Class40 : monocoques 40 pieds (44 inscrits)                            | Class40 : monocoques 40 pieds (44 inscrits)                            | Class40 : monocoques 40 pieds (44 inscrits)                            | Class40 : monocoques 40 pieds (44 inscrits)                            | Class40 : monocoques 40 pieds (44 inscrits)                            | Class40 : monocoques 40 pieds (44 inscrits)                            |
| Concurrents                                 | Concurrents                                 | Bateau                                      | Bateau                                      | Arrivée                                                                | Arrivée                                                                | Arrivée                                                                | Arrivée                                                                | Arrivée                                                                | Arrivée                                                                |
| Skipper 1                                   | Skipper 2                                   | Nom                                         | Lancé                                       | Rang                                                                   | Date                                                                   | Temps                                                                  | Moyenne théorique                                                      | Moyenne réelle                                                         | Distance réelle                                                        |
| ------------------------------------------- | ------------------------------------------- | ------------------------------------------- | ------------------------------------------- | ---------------------------------------------------------------------- | ---------------------------------------------------------------------- | ---------------------------------------------------------------------- | ---------------------------------------------------------------------- | ---------------------------------------------------------------------- | ---------------------------------------------------------------------- |
| Ambrogio Beccaria                           | Nicolas Andrieu                             | Alla Grande Pierelli                        | 2022                                        | 1re                                                                    | 23 novembre                                                            | 18 j 12 h 21 min 55 s                                                  | 9,10                                                                   | 12,11                                                                  | 5 382                                                                  |
| Achille Nebout                              | Gildas Mahé                                 | Amarris                                     | 2022                                        | 2e                                                                     | 23 novembre                                                            | 18 j 20 h 20 min 14 s                                                  | 8,94                                                                   | 11,70                                                                  | 5 294                                                                  |
| Alberto Bona                                | Pablo Santurde Del Arco                     | Ibsa                                        | 2022                                        | 3e                                                                     | 23 novembre                                                            | 18 j 21 h 22 min 47 s                                                  | 8,92                                                                   | 12,06                                                                  | 5 466                                                                  |
| Erwan Le Draoulec                           | Tanguy Leglatin                             | Everial                                     | 2022                                        | 4e                                                                     | 23 novembre                                                            | 18 j 22 h 13 min 15 s                                                  | 8,91                                                                   | 12,02                                                                  | 5 462                                                                  |
| Alister Richardson                          | Brian Thompson                              | TQuila                                      | 2019                                        | 5e                                                                     | 23 novembre                                                            | 18 j 23 h 1 min 8 s                                                    | 8,89                                                                   | 12,07                                                                  | 5 494                                                                  |
| Xavier Macaire                              | Pierre Leboucher                            | Groupe SNEF                                 | 2022                                        | 6e                                                                     | 23 novembre                                                            | 18 j 23 h 28 min 11 s                                                  | 8,88                                                                   | 11,43                                                                  | 5 208                                                                  |
| Matthieu Perraut                            | Kevin Bloch                                 | Inter Invest                                | 2022                                        | 7e                                                                     | 24 novembre                                                            | 19 j 1 h 51 min 0 s                                                    | 8,83                                                                   | 12,11                                                                  | 5 546                                                                  |
| Andrea Fornaro                              | Benoît Hantzperg                            | Influence 2                                 | 2023                                        | 8e                                                                     | 24 novembre                                                            | 19 j 2 h 11 min 25 s                                                   | 8,85                                                                   | 11,47                                                                  | 5 413                                                                  |
| Pierre-Louis Attwell                        | Maxime Bensa                                | Vogue avec un Crohn                         | 2023                                        | 9e                                                                     | 24 novembre                                                            | 19 j 8 h 28 min 13 s                                                   | 8,71                                                                   |                                                                        |                                                                        |
| Emmanuel Le Roch                            | Basile Bourgnon                             | Edenred                                     | 2021                                        | 10e                                                                    | 24 novembre                                                            | 19 j 9 h 3 min 15 s                                                    | 8,70                                                                   |                                                                        |                                                                        |
| Axel Trehin                                 | Gwen Riou                                   | Project Rescue Ocean                        | 2020                                        | 11e                                                                    | 24 novembre                                                            | 19 j 9 h 4 min 29 s                                                    | 8,70                                                                   |                                                                        |                                                                        |
| Mikael Mergui                               | Ludovic Mechin                              | Centrakor                                   | 2021                                        | 12e                                                                    | 24 novembre                                                            | 19 j 9 h 46 min 25 s                                                   | 8,68                                                                   |                                                                        |                                                                        |
| Amélie Grassi                               | Anne-Claire Le Berre                        | La Boulangère Bio                           | 2021                                        | 13e                                                                    | 24 novembre                                                            | 19 j 9 h 58 min 11 s                                                   | 8,68                                                                   |                                                                        |                                                                        |
| Cédric Château                              | Guillaume Pirouelle                         | Seafrigo Sogestran                          | 2023                                        | 14e                                                                    | 24 novembre                                                            | 19 j 10 h 19 min 23 s                                                  | 8,67                                                                   |                                                                        |                                                                        |
| Lennart Burke                               | Melwin Fink                                 | Sign for Com                                | 2022                                        | 15e                                                                    | 24 novembre                                                            | 19 j 11 h 5 min 41 s                                                   | 8,66                                                                   |                                                                        |                                                                        |
| Stéphane Bodin                              | Swann Hayewski                              | Wasabiii                                    | 2023                                        | 16e                                                                    | 24 novembre                                                            | 19 j 12 h 27 min 32 s                                                  | 8,63                                                                   |                                                                        |                                                                        |
| Estelle Greck                               | Mathieu Jones                               | Alternative Sailing Constructions du Belon  | 2023                                        | 17e                                                                    | 24 novembre                                                            | 19 j 13 h 37 min 4 s                                                   | 8,61                                                                   |                                                                        |                                                                        |
| Ian Lipinski                                | Antoine Carpentier                          | Crédit Mutuel                               | 2019                                        | 18e                                                                    | 23 novembre                                                            | 19 j 16 h 2 min 13 s                                                   | 8,57                                                                   | 11,24                                                                  | 5 305                                                                  |
| Baptiste Hulin                              | Arthur Hubert                               | Amipi Mer Entreprendre                      | 2021                                        | 19e                                                                    | 24 novembre                                                            | 19 j 18 h 15 min 27 s                                                  | 8,53                                                                   |                                                                        |                                                                        |
| Thimothé Polet                              | Pierrick Letouze                            | Team Zeiss Weeecycling                      | 2021                                        | 20e                                                                    | 24 novembre                                                            | 19 j 21 h 12 min 54 s                                                  | 8,48                                                                   |                                                                        |                                                                        |
| Fabien Delahaye                             | Corentin Douguet                            | Legallais                                   | 2023                                        | 21e                                                                    | 24 novembre                                                            | 20 j 0 h 8 min 30 s                                                    | 8,42                                                                   |                                                                        |                                                                        |
| Nicolas D'Estais                            | Léo Debiesse                                | Café Joyeux                                 | 2022                                        | 22e                                                                    | 24 novembre                                                            | 20 j 2 h 57 min 5 s                                                    | 8,38                                                                   | 11,28                                                                  | 5 446                                                                  |
| Nicolas Jossier                             | Alexis Loison                               | La Manche #Evidencenautique                 | 2022                                        | 23e                                                                    | 24 novembre                                                            | 20 j 3 h 50 min 27 s                                                   | 8,36                                                                   |                                                                        |                                                                        |
| Jules Bonnier                               | Robin Follin                                | Nestenn Entrepreneurs pour la planète       | 2018                                        | 24e                                                                    | 25 novembre                                                            | 20 j 8 h 24 min 57 s                                                   | 8,28                                                                   |                                                                        |                                                                        |
| Kéni Piperol                                | Thomas Jourdren                             | Captain Alternance                          | 2022                                        | 25e                                                                    | 25 novembre                                                            | 20 j 15 h 31 min 23 s                                                  | 8,16                                                                   |                                                                        |                                                                        |
| Aurélien Ducroz                             | Vincent Riou                                | Crosscall                                   | 2021                                        | 26e                                                                    | 25 novembre                                                            | 20 j 17 h 33 min 42 s                                                  | 8,13                                                                   |                                                                        |                                                                        |
| Anatole Facon                               | Alice Valiergue                             | L'Envol Kermarrec Promotion                 | 2020                                        | 27e                                                                    | 25 novembre                                                            | 21 j 11 h 50 min 48 s                                                  | 7,84                                                                   | 9,99                                                                   | 5 152                                                                  |
| Nicolas Bombrun                             | Paul Brandel                                | Eden Park Papillons du Ciel                 | 2017                                        | 28e                                                                    | 26 novembre                                                            | 21 j 20 h 11 min 47 s                                                  | 7,72                                                                   | 9,56                                                                   | 5 011                                                                  |
| Pamela Lee                                  | Tiphaine Ragueneau                          | Engie - DFDS Brittany Ferries               | 2018                                        | 29e                                                                    | 26 novembre                                                            | 21 j 23 h 1 min 13 s                                                   | 7,68                                                                   | 9,61                                                                   | 5 064                                                                  |
| Kieran Le Borgne                            | Basile Buisson                              | Du Virtuel au Réel                          | 2009                                        | 30e                                                                    | 27 novembre                                                            | 22 j 12 h 19 min 7 s                                                   | 7,49                                                                   | 9,08                                                                   | 4 905                                                                  |
| Benoît Lequin                               | Stéphane Hunot                              | Vogue Le Monde                              | 2011                                        | 31e                                                                    | 28 novembre                                                            | 23 j 22 h 27 min 47 s                                                  | 7,04                                                                   | 8,41                                                                   | 4 834                                                                  |
| Alexandre Le Gallais                        | Carlo Vroon                                 | Trimcontrol                                 | 2012                                        | 32e                                                                    | 29 novembre                                                            | 25 j 0 h 12 min 48 s                                                   | 6,74                                                                   | 9                                                                      | 5 400                                                                  |
| Jérome Lesieur                              | Damien Jenner                               | Label Emmaüs                                | 2016                                        | 33e                                                                    | 29 novembre                                                            | 25 j 6 h 9 min 42 s                                                    | 6,67                                                                   | 8,61                                                                   | 5 221                                                                  |
| Charlotte Cormouls-Houles                   | Claire Victoire De Fleurian                 | Le Bleuet de France                         | 2011                                        | 34e                                                                    | 30 novembre                                                            | 25 j 20 h 4 min 52 s                                                   | 6,52                                                                   | 8,83                                                                   | 5 478                                                                  |
| José Guilherme Caldas                       | Gustavo Peixoto                             | Mussulo 40                                  | 2010                                        | 35e                                                                    | 30 novembre                                                            | 26 j 9 h 18 min 56 s                                                   | 6,39                                                                   | 8,60                                                                   | 5 448                                                                  |
| Hervé Jean-Marie                            | Jean-Yves Aglae                             | Martinique Tchalian                         | 2011                                        | Arrivée hors délai                                                     | Arrivée hors délai                                                     | Arrivée hors délai                                                     | Arrivée hors délai                                                     | Arrivée hors délai                                                     | Arrivée hors délai                                                     |
| José Guilherme Caldas                       | Gustavo Peixoto                             | Mussulo 40                                  | 2010                                        | Arrivée hors délai                                                     | Arrivée hors délai                                                     | Arrivée hors délai                                                     | Arrivée hors délai                                                     | Arrivée hors délai                                                     | Arrivée hors délai                                                     |
| Goulven Marie                               | Nicolas Battesti                            | Qwanza                                      | 2010                                        | Arrivée hors délai                                                     | Arrivée hors délai                                                     | Arrivée hors délai                                                     | Arrivée hors délai                                                     | Arrivée hors délai                                                     | Arrivée hors délai                                                     |
| Matthieu Foulquier-Gazagnes                 | Xavier Broers                               | Sotraplant TRS                              | 2018                                        | Abandon le 12 novembre (problème d'énergie)                            | Abandon le 12 novembre (problème d'énergie)                            | Abandon le 12 novembre (problème d'énergie)                            | Abandon le 12 novembre (problème d'énergie)                            | Abandon le 12 novembre (problème d'énergie)                            | Abandon le 12 novembre (problème d'énergie)                            |
| Renaud Courbon                              | François Champion                           | The Sea Cleaners Univerre - ENSM            | 2021                                        | Abandon le 10 novembre (démâtage)                                      | Abandon le 10 novembre (démâtage)                                      | Abandon le 10 novembre (démâtage)                                      | Abandon le 10 novembre (démâtage)                                      | Abandon le 10 novembre (démâtage)                                      | Abandon le 10 novembre (démâtage)                                      |
| Marc Lepesqueux                             | Renaud Dehareng                             | Curium Life Forward                         | 2022                                        | Abandon le 9 novembre (problèmes d’électronique et fuite d'eau)        | Abandon le 9 novembre (problèmes d’électronique et fuite d'eau)        | Abandon le 9 novembre (problèmes d’électronique et fuite d'eau)        | Abandon le 9 novembre (problèmes d’électronique et fuite d'eau)        | Abandon le 9 novembre (problèmes d’électronique et fuite d'eau)        | Abandon le 9 novembre (problèmes d’électronique et fuite d'eau)        |
| Joel Paris                                  | Jérôme Ragimbeau                            | Rêve à perte de vue                         | 2006                                        | Abandon le 7 novembre (problèmes d’électronique)                       | Abandon le 7 novembre (problèmes d’électronique)                       | Abandon le 7 novembre (problèmes d’électronique)                       | Abandon le 7 novembre (problèmes d’électronique)                       | Abandon le 7 novembre (problèmes d’électronique)                       | Abandon le 7 novembre (problèmes d’électronique)                       |
| William Mathelin-Moreaux                    | Pietro Luciani                              | Dékuple                                     | 2022                                        | Abandon le 6 novembre (avarie structurelle)                            | Abandon le 6 novembre (avarie structurelle)                            | Abandon le 6 novembre (avarie structurelle)                            | Abandon le 6 novembre (avarie structurelle)                            | Abandon le 6 novembre (avarie structurelle)                            | Abandon le 6 novembre (avarie structurelle)                            |
| Alberto Riva                                | Jean Marre                                  | Acrobatica                                  | 2023                                        | Abandon le 31 octobre (problème médical)                               | Abandon le 31 octobre (problème médical)                               | Abandon le 31 octobre (problème médical)                               | Abandon le 31 octobre (problème médical)                               | Abandon le 31 octobre (problème médical)                               | Abandon le 31 octobre (problème médical)                               |
| Bertrand Guillonneau                        | Kito de Pavant                              | Movember FRA191                             | 2023                                        | Abandon le 30 octobre (dégâts irréparables à la suite d'une collision) | Abandon le 30 octobre (dégâts irréparables à la suite d'une collision) | Abandon le 30 octobre (dégâts irréparables à la suite d'une collision) | Abandon le 30 octobre (dégâts irréparables à la suite d'une collision) | Abandon le 30 octobre (dégâts irréparables à la suite d'une collision) | Abandon le 30 octobre (dégâts irréparables à la suite d'une collision) |

## Avant la course
En raison de l'organisation fin 2023 de l'Arkea Ultim Challenge, les trimarans de la classe Ultim n'étaient pas censées participer à cette édition de la Route du Café. Cependant, le départ du tour du monde en solitaire étant reporté à janvier 2024, l'organisation de la Transat Jacques Vabre annonce finalement la présence des maxi-trimarans au départ du Havre,.

## Déroulement

### Course des Ultimes

#### Le Havre - Madère
SVR Lazartigue prend le meilleur départ dans des conditions que Armel Le Cleac'h qualifiera de dantesque à l'arrivée, dans un vent qui flirte avec les 40 noeuds, et double le raz blanchard avec quelques milles d'avance sur ses concurrents. Au Rail d'Ouessant, SVR Lazartigue choisit de passer au nord du dispositif de séparation du trafic, alors que ses poursuivants passent entre le DST et la côte. SVR Lazartigue encaisse le bénéfice de cette option en passant au large du Portugal avec une soixantaine de milles d'avance sur ses poursuivants. Les ultimes poursuivent une route quasi directe jusqu'à une dorsale et des calmes à l'approche de Madère.

#### Madère - Cap-vert
Si SVR Lazartigue a brillé durant le premier acte de cette Route du Café en menant la flotte du Havre à Madère, c’est Maxi Banque Populaire XI qui se distingue du reste de la flotte dans les petits airs en passant à l'ouest de Madère au prix de manœuvres multiples. Cette option paye puisque le trimaran touche les premiers souffles à la sortie de la dorsale pour allonger la foulée vers l'Équateur. Armel Le Cleac'h et Sébastien Josse bénéficient de conditions favorables aux ultimes et signent une journée à près de 35 noeuds (830 milles en 24 heures), quand Edmond de Rothschild se contente de 788 milles, SVR Lazartigue de 770 milles et Sodebo Ultim 3 de 740 milles. Maxi Banque Populaire XI dépasse la latitude du Cap-Vert avec une avance de 100 milles sur Gitana 17, et 140 milles sur SVR Lazartigue, après le recalage des deux poursuivants dans le sillage de Maxi Banque Populaire XI. Marcel Van Triest, le routeur à terre de Maxi Banque Populaire XI déclarera à l'arrivée : « Avec le recul, c’est là (sur l'option ouest de Madère) que la course se joue. Si on était sorti du Pot au noir tous ensemble, on aurait eu 200 milles de retard à Ascension et on se serait peut-être retrouvés dans un autre système météo ».

#### Cap-vert - Équateur
On a connu des situations plus difficiles autour du Pot au noir, mais le passage n'a tout de même pas été une formalité. Maxi Banque Populaire XI a conforté sa première position. SVR Lazartigue a mis à profit un petit décalage ouest pour doubler l'Équateur plus rapidement que Gitana 17. Au passage de l'Équateur, les deux poursuivants accusent une centaine de milles de retard sur le leader.

#### Équateur - Ascension
SVR Lazartigue concrétise l'obsession aérodynamique de ses concepteurs, qui ont signé des cockpits fermés très bas, inaugurés notamment sur les IMOCA Apivia de Charlie Dalin et Hugo Boss d'Alex Thomson lors du Vendée Globe 2020-2021. Le bateau mené par  François Gabart et Tom Laperche montre un potentiel de vitesse au près supérieure à ses concurrents lors du louvoyage quasiment nez au vent vers l'île de l'Ascension avec des conditions de vent médium.
Il double la marque de parcours avec une trentaine de milles d'avance, ayant repris environ 50 milles par 24 heures à Maxi Banque Populaire XI et à Gitana 17, et plus de 100 milles par jour à Actual Ultim 3 et à Sodebo Ultim 3.

#### Ascension - Fort de France
Alors que SVR Lazartigue  a gagné du terrain au louvoyage au près, c’est Maxi Banque Populaire XI qui montre un avantage de vitesse au louvoyage au portant, de l’ordre de 40 milles/24h par rapport à SVR Lazartigue, de 50 milles/24h par rapport à Sodebo Ultim 3 et de 70 milles/24h par rapport à Gitana 17.
2 jours après avoir doublé la dernière marque de parcours, le trio de tête navigue au plus proche de la zone d’exclusion au large du Brésil, pour profiter de vents portants presque réguliers entre 10 et 15 nœuds, des conditions qui permettent aux ultimes de maintenir des moyennes entre 25 et 30 nœuds.
Au 13e jour de course, au large du Brésil, Gitana 17 annonce une avarie de barre à la suite d'un choc, « difficilement réparable en mer » ce qui rend la navigation “très délicate”.
Les deux leaders allongent la foulée pour le dernier jour de course. c’est encore Maxi Banque Populaire XI qui signe la meilleure progression avec près de 800 milles couverts en 24 heures (32,6 noeuds de moyenne).
Le 12 novembre à 23 h 19, Maxi Banque Populaire XI passe la ligne d'arrivée en première position.

### Course des Class40
La catégorie prend le départ du Havre le 29 octobre 2023 en direction de Lorient pour une première manche.

### Incidents et abandons
Dans la première nuit de course, vers 1 h 30 le 30 octobre, le class40 Crédit mutuel, barré par le duo Ian Lipinski et Antoine Carpentier démâte à proximité de Guernesey, et rejoint le port de Cherbourg à moteur. Il est transporté par la route à Lorient, où le mât est remplacé. Un avenant au règlement permet à un bateau n'ayant pu terminer de reprendre la course : pour sa première étape, il est crédité du temps du dernier bateau ayant franchi la ligne à Lorient, augmenté de six heures. Lorsqu'il repart le 6 novembre avec le reste de la flotte, Crédit mutuel accuse donc un retard de plus de 32 heures sur le vainqueur de la première manche, Alla Grande Pirelli d'Ambrogio Beccaria et Nicolas Andrieu,.